# Festsetzungsfrist
Als Festsetzungsfrist bezeichnet man die Frist, nach deren Ablauf eine Steuerfestsetzung sowie ihre Aufhebung oder Änderung nicht mehr zulässig ist (§ 169 Abgabenordnung (AO)). Nach Ablauf der Festsetzungsfrist ist eine Änderung nur in den Fällen des § 174 sowie des § 177 AO möglich.

## Einzelne Fristen
In Deutschland beträgt die Frist für Verbrauchsteuern ein Jahr, für die übrigen Steuern vier Jahre. Bei leichtfertiger Steuerverkürzung verlängert sich die Frist auf fünf Jahre, bei Steuerhinterziehung auf zehn Jahre.

## Fristbeginn und -ende
Die Festsetzungsfrist beginnt mit Ablauf des Jahres, in dem die Steuer entstanden ist (§ 170 Abs. 1 AO). Die Festsetzungsfrist beginnt frühestens mit Ablauf des Jahres, in dem die Steuererklärung eingereicht wurde, spätestens jedoch nach drei Jahren. Wird eine Steuer nur auf Antrag festgesetzt, beginnt die Festsetzungsfrist nicht vor Ablauf des Jahres, in dem der Antrag gestellt wurde (§ 170 Abs. 3 AO – Anlaufhemmung). Auch der Ablauf der Festsetzungsfrist kann gehemmt sein – siehe § 171 AO.